# Werner Lantermann
Werner Lantermann (geboren am 13. August 1956 in Dinslaken) ist ein Experte für Vögel mit dem Schwerpunkt Papageienvögel.

## Leben
Lantermann studierte Theologie, Biologie und Sozialwissenschaften.
Seit 1975 beschäftigt er sich mit der privaten Vogelhaltung. Beruflich war er in der Kinder- und Jugendarbeit tätig. 1981 gelang ihm die deutsche Erstzucht der Grünwangenamazone, 1982 des Schwarzohrpapageis und 1989 die Welterstzucht der Mülleramazone.  Er schrieb Bücher über Papageienvögel, vielfach mit Schwerpunkt auf Verhalten und tiergerechte Haltung. Von 1988 bis 1994 war er Vorsitzender des privaten „Institut für Papageienforschung“  e. V. in Oberhausen.  Von 1997 bis 1999 war er Schriftleiter in der im Arndt-Verlag (Bretten) publizierten wissenschaftlichen Schriftenreihe Papageienkunde – Parrot Biology, die von ihm sowie Thomas Arndt und Ralph Schmidt herausgegeben wurde. Für seine Veröffentlichungen wurde er u. a. mit dem Steinbacher-Preis der Gefiederten Welt 2000 und 2008 geehrt. In Fachzeitschriften wie der Papageien publiziert er heute noch.
Stand 2018 war er Autor von etwa 400 Veröffentlichungen, darunter 28 Bücher.

## Werke (Auswahl)
- mit Jürgen Brockmann: Agaporniden; Ulmer Verlag, Stuttgart 1981
- Aras; Horst Müller-Verlag, Bomlitz 1984
- mit Susanne Lantermann: Die Papageien Mittel- und Südamerikas: Arten, Haltung u. Zucht. Hannover 1986
- mit Susanne Lantermann: Kakadus – Eingewöhnung, Pflege, Ernährung, Krankheiten, Zucht Sonderteil: Das Verhalten der Kakadus; Gräfe und Unzer Verlag, München 1991, ISBN 3-7742-3449-3
- mit Susanne Lantermann: Amazonen – Eingewöhnung, Pflege, Ernährung, Krankheiten, Zucht Sonderteil: Das Verhalten der Amazonen; Gräfe und Unzer Verlag, München 1987, ISBN 3-7742-3445-0
- Die Blaustirnamazone – Biologie • Ethologie • Haltung; Horst Müller-Verlag, Bomlitz 1987, ISBN 3-923269-34-X
- Verhaltensstörungen bei Papageien; Enke Verlag, Stuttgart 1998, ISBN 3-432-29601-0
- mit Annette Schuster: Papageienkunde: Biologie, Verhalten, Haltung. Artenauswahl der Sittiche und Papageien; Parey Verlag, Berlin 1999, ISBN 3-8263-3174-5
- Papageien: Verhalten im Freiland und Voliere; Oertel & Spörer Verlag, Reutlingen 2012
- mit Jörg Asmus: Australische Sittiche; Oertel & Spörer Verlag, Reutlingen 2012
- mit Jörg Asmus: Langflügelpapageien und andere afrikanische Papageien; Arndt-Verlag, Bretten 2013
- mit Jörg Asmus: Wildvogelhaltung; Springer-Spektrum Verlag, Berlin 2021